# Петар Јовичић (лекар)
Петар Јовичић (Доња Бела Река код Нове Вароши, 1862 — Краљево, 20. март 1919) био је српски лекар и народни посланик.

## Биографија
Петар Јовичић рођен је у Доњој Белој Реци код Нове Вароши 1862. године. Након завршене гимназије студирао је филозофију на Великој школи у Београду. Као питомац Министарства унутрашњих дела одлази на студије медицине у Беч. Дипломирао је у Грацу. У Бечу је 1888. године био благајник српског академског друштва Зора.
Радио је у неготинској болници као лекарски помоћник од 1896. године, а три године касније постао је лекар Кључког среза са седиштем у Кладову. Од 1903. године радио је као лекар у Неготину. Поред тога, радио је хонорарно као школски лекар у Виноделско-воћарској школи у Букову крај Неготина у периоду од 1907. до 1914. године. Дописни члан Српског лекарског друштва постао је 1901. године, а његов редовни члан 1907. године.
По избијању Балканских ратова, узео је у њима учешће као командир Треће пољске болнице Тимочке дивизије. Пошто је 1913. годне био изабран за народног посланика, није учествовао у Првом светском рату. Преминуо је изненада 20. марта 1919. године у Краљеву.